# Vincenzo Davico
Vincenzo Davico (Principato di Monaco, 14 gennaio 1889 – Roma, 8 dicembre 1969) è stato un compositore italiano.

## Biografia
Nacque a Monaco da Giuseppe Davico e da Maria Accomasso. 
Il suo percorso di studi incominciò a Torino sotto la guida di Giovanni Cravero e fu ultimato al Conservatorio di Lipsia con il maestro Max Reger nel 1911. 
Nello stesso anno, vinse il concorso per giovani musicisti organizzato dal Teatro Augusteo di Roma, con una composizione per orchestra, La principessa lontana.
Due anni dopo vinse il premio per l'Accademia di S. Cecilia, con la composizione Poema erotico, di tendenze impressioniste.
Le sue musiche si ispirarono a Debussy, a Ravel, a Matisse e a Valéry.
Importanti furono le sue composizioni per orchestra, anche se Davico si impegnò soprattutto alla produzione cameristica.
Negli anni dieci del Novecento compose opere caratterizzate da misticismo e sensualità, come i Trois chants d'amour, dopodiché nel ventennio successivo fu influenzato dall'impressionismo francese.
Tra le sue opere musicali, si ricordano quelle teatrali La dogaressa, La principessa  prigioniera; le suite sinfoniche La principessa lontana, Impressioni  pagane, Impressioni romane, Polifemo; un nutrito repertorio di musica da camera Trio fa minore, Sonatina rustica, Variazioni carnevalesche.
Davico fu anche critico musicale e direttore d'orchestra, attività che effettuò in Francia, Svizzera, Belgio, Principato di Monaco, diffondendo la musica italiana in Europa.
Si distinse per l'opera da concerto La Tentation de Saint Antoine, su testo di Flaubert, per due soprani, baritono, coro e orchestra, scritta nel 1914 ed eseguita a Montecarlo dieci anni dopo.
Ha collaborato lungamente con la radio italiana.